# Rio Chiriac
O Rio Chiriac é um rio da Romênia, afluente do Nemţişor, localizado no distrito de Neamţ.